# 韦达诺阿兰布罗
韦达诺阿兰布罗（義大利語：Vedano al Lambro），是意大利蒙扎和布里安扎省的一个市镇。总面积1.98平方公里，人口7737人，人口密度3907.6人/平方公里（2009年）。ISTAT代码为015232。

## 友好城市
- 法國多梅讷